# عزيل (مدينة حجة)

تعديل مصدري - تعديل

عزيل هي إحدى قرى عزلة عبس بمديرية مدينة حجة التابعة لمحافظة حجة، بلغ تعداد سكانها 28 نسمة حسب تعداد اليمن لعام 2004.